# Podmalokarpatská sníženina
Podmalokarpatská sníženina je geomorfologický podcelek Borské nížiny.

## Vymezení
Podcelek leží na jihovýchodním okraji Borské nížiny a lemuje Malé Karpaty. Na severu sousedí se Senickou pahorkatinou, podcelkem Chvojnické pahorkatiny, následují podcelky Borské nížiny - Myjavská niva, Bor, Záhorské pláňavy, Dolnomoravská niva a Novoveská plošina. Jihovýchodní okraj lemují podcelky Malých Karpat - Devínské, Pezinské a Brezovské Karpaty a na severovýchodě sousedí Myjavská pahorkatina. 

## Chráněná území
Jihovýchodní okraj podcelku lemuje CHKO Malé Karpaty, severozápadní linii z velké části vymezuje Vojenský újezd Záhorie. Z maloplošných chráněných území zde leží:
- Vápenický potok
- Rudava
- Nové pole - přírodní rezervace [2]

## Osídlení
Území této části Borské nížiny je středně hustě osídlené. Nachází se zde několik obcí, na jižním okraji leží Záhorská Bystrica a okrajově i město Stupava.

## Doprava
Jihozápadní částí vede dálnice D2 i silnice I/2 (Bratislava - Malacky), střední částí II/503 (Pezinok - Malacky) a v severovýchodní části silnice I/51 (Trnava - Senica). Podélně územím prochází silnice II/501 (Lozorno - Jablonica), v jejíž blízkosti vede i železniční trať Zohor - Plavecký Mikuláš. Ta se připojuje na trať Bratislava-Břeclav. Ve střední části se nachází Letecká základna Malacky.